# Âu châu hóa
Châu Âu hóa hay Âu châu hóa (tiếng Anh: Europeanisation / Europeanization) ý chỉ một số hình mẫu chuyển đổi và hiện tượng liên quan như:
- Quá trình một đối tượng chỉ khái niệm không phải châu Âu (ví dụ như một nền văn hóa, một ngôn ngữ, một thành phố hay một quốc gia) tiếp nhận một số nét đặc trưng của châu Âu (hay còn gọi là Tây hóa).
- Bên ngoài lĩnh vực khoa học xã hội, nó thường chỉ sự gia tăng bản sắc hay tăng cường một cộng đồng chính trị của lục địa châu Âu nhiều hơn hoặc ít hơn bản sắc dân tộc, quốc gia và cộng đồng chính trị của quốc gia đó trong phạm vi châu Âu.
- Châu Âu hóa còn có thể là quá trình mà các động lực kinh tế và chính trị của Liên minh châu Âu (EU) trở thành một phần của logic tổ chức về đời sống chính trị và hoạch định chính sách quốc gia.

## Định nghĩa
Châu Âu hóa trong khoa học chính trị được ám chỉ như là 'trở nên giống châu Âu hơn' nói chung. Đặc biệt hơn thế, nó cũng có một vài định nghĩa khác nhau.
Một số học giả, trong đó có Samuel Huntington, thì cho rằng ngày càng nhiều công dân các nước châu Âu tự nhận họ là người của nước họ lẫn châu Âu, hơn việc chỉ là người Bồ Đào Nha, Anh Quốc, Pháp, Đức, Italia v.v...